# Boniface Simutowe
Boniface Simutowe (Luanshya, Rodesia del Norte, 13 de octubre de 1949-23 de diciembre de 2014) fue un futbolista y entrenador de fútbol de Zambia que jugó en la posición de centrocampista.

## Carrera

### Club
| Periodo   | Club                 |
| --------- | -------------------- |
| 1966      | Roan United          |
| 1967-1975 | Broken Hill Warriors |
| 1975–1979 | Red Arrows FC        |

### Selección nacional
Jugó para Zambia en 68 ocasiones de 1967 a 1978 y anotó 15 goles; participó en la Copa Africana de Naciones 1974 y en las eliminatorias rumbo a Alemania 1974 y Argentina 1978.

### Entrenador
| Periodo   | Club             |
| --------- | ---------------- |
| 1975–1986 | Red Arrows FC    |
| 1989–2005 | Profund Warriors |

## Logros

### Jugador
- Primera División de Zambia (4): 1968, 1970, 1971, 1972
- Zambia Charity Shield (2): 1967, 1968
- Copa de Zambia (3): 1969, 1971, 1972
- Copa Desafío de Zambia (2): 1970, 1972

### Entrenador
- Copa Desafío de Zambia (1): 1982
- Copa Campeón de Campeones (1): 1983

### Individual
- Futbolista del Año de Zambia en 1969
- Deportista del Año de Zambia en 1969